# Dijan Vukojevic
Dijan Vukojevic (Jönköping, 12 settembre 1995) è un calciatore svedese, attaccante del Wieczysta Cracovia.

## Carriera
Cresciuto nel settore giovanile del Råslätts SK, inizia a giocare nelle serie minori del campionato svedese, militando principalmente in squadre tra la seconda e la quinta divisione.
Il 7 gennaio 2020 viene ingaggiato a parametro zero dallo Spartak Trnava, formazione della massima divisione slovacca. La permanenza in Slovacchia tuttavia si rivela piuttosto breve, poiché già nel mese di luglio fa ritorno al Norrby, sua precedente squadra, tornando così a giocare nella seconda serie svedese. Nel corso del campionato di Superettan 2021 si mette in luce con 15 reti in 29 partite, che gli valgono il terzo posto nella classifica marcatori di quell'anno.
Nel gennaio 2022 viene acquistato per la prima volta da un club della massima serie nazionale, nello specifico il Degerfors, con cui firma un contratto triennale. Esordisce nell'Allsvenskan il 4 aprile, in occasione dell'incontro perso per 3-1 sul campo del Djurgården, mentre realizza la sua prima rete il 23 luglio, nella sconfitta per 2-1 in casa del Mjällby. Quell'anno chiude l'Allsvenskan 2022 con 3 reti in 23 presenze. L'anno seguente inizia il campionato con 3 gol in 13 partite, ma a giugno si infortuna al legamento crociato e conclude anzitempo una stagione che vede poi la squadra retrocedere. Ristabilitosi, Vukojevic è stato uno dei fattori del ritorno del Degerfors nella massima serie, grazie alle 14 reti realizzate in 28 presenze nella Superettan 2024 che, oltre alla conquista della promozione a livello di squadra, lo hanno reso capocannoniere del torneo ex aequo con Assad Al Hamlawi e Karl Holmberg.
Nel dicembre 2024 è stato ufficializzato che Vukojevic, in scadenza di contratto, non avrebbe continuato a giocare nel Degerfors ma si sarebbe unito al Wieczysta Cracovia, militante nella terza serie polacca. Il giocatore ha motivato la sua scelta affermando che si tratta di un club con grandi ambizioni.

## Statistiche

### Presenze e reti nei club
Statistiche aggiornate al 28 agosto 2022.
| Stagione                | Squadra                 | Campionato              | Campionato | Campionato | Coppe nazionali | Coppe nazionali | Coppe nazionali | Coppe continentali | Coppe continentali | Coppe continentali | Altre coppe | Altre coppe | Altre coppe | Totale | Totale |
| Stagione                | Squadra                 | Comp                    | Pres       | Reti       | Comp            | Pres            | Reti            | Comp               | Pres               | Reti               | Comp        | Pres        | Reti        | Pres   | Reti   |
| ----------------------- | ----------------------- | ----------------------- | ---------- | ---------- | --------------- | --------------- | --------------- | ------------------ | ------------------ | ------------------ | ----------- | ----------- | ----------- | ------ | ------ |
| 2011                    | Råslätts SK             | D3                      | 16         | 5          |                 | -               | -               |                    | -                  | -                  |             | -           | -           | 16     | 5      |
| 2012                    | Råslätts SK             | D3                      | 18         | 10         | CS              | 2               | 2               |                    | -                  | -                  |             | -           | -           | 20     | 12     |
| Totale Råslätts SK      | Totale Råslätts SK      | Totale Råslätts SK      | 34         | 15         |                 | 2               | 2               |                    | -                  | -                  |             | -           | -           | 36     | 17     |
| 2013                    | Jönköpings Södra        | S1                      | 13         | 1          | CS              | 2               | 0               |                    | -                  | -                  |             | -           | -           | 15     | 1      |
| 2014                    | Jönköpings Södra        | S1                      | 5          | 0          | CS+CS           | 3+1             | 0               |                    | -                  | -                  |             | -           | -           | 9      | 0      |
| Totale Jönköpings Södra | Totale Jönköpings Södra | Totale Jönköpings Södra | 18         | 1          |                 | 6               | 0               |                    | -                  | -                  |             | -           | -           | 24     | 1      |
| 2015                    | Arameisk-Syrianska      | D2                      | 25         | 5          |                 | -               | -               |                    | -                  | -                  |             | -           | -           | 25     | 5      |
| 2016                    | Assyriska IK            | D3                      | 18         | 22         |                 | -               | -               |                    | -                  | -                  |             | -           | -           | 18     | 22     |
| 2017                    | Assyriska IK            | D2                      | 20         | 3          | CS              | 1               | 0               |                    | -                  | -                  |             | -           | -           | 21     | 3      |
| Totale Assyriska IK     | Totale Assyriska IK     | Totale Assyriska IK     | 38         | 25         |                 | 1               | 0               |                    | -                  | -                  |             | -           | -           | 39     | 25     |
| 2018                    | Husqvarna               | D1                      | 27         | 5          | CS              | 1               | 0               |                    | -                  | -                  |             | -           | -           | 28     | 5      |
| 2019                    | Norrby                  | S1                      | 24         | 8          | CS              | 2               | 0               |                    | -                  | -                  |             | -           | -           | 26     | 8      |
| gen.-giu. 2020          | Spartak Trnava          | SL                      | 8          | 2          | CS              | -               | -               |                    | -                  | -                  |             | -           | -           | 8      | 2      |
| lug.-dic. 2020          | Norrby                  | S1                      | 21         | 3          | CS              | 1               | 0               |                    | -                  | -                  |             | -           | -           | 22     | 3      |
| 2021                    | Norrby                  | S1                      | 29         | 15         |                 | -               | -               |                    | -                  | -                  |             | -           | -           | 29     | 15     |
| Totale Norrby           | Totale Norrby           | Totale Norrby           | 50         | 18         |                 | 1               | 0               |                    | -                  | -                  |             | -           | -           | 51     | 18     |
| 2022                    | Degerfors               | A                       | 17         | 2          | CS              | 2               | 2               |                    | -                  | -                  |             | -           | -           | 19     | 4      |
| Totale carriera         | Totale carriera         | Totale carriera         | 241        | 81         |                 | 15              | 4               |                    | -                  | -                  |             | -           | -           | 256    | 85     |

## Palmarès

### Club

#### Competizioni nazionali
- Superettan: 1

Degerfors: 2024

### Individuale
- Capocannoniere della Superettan: 1

2024 (14 reti, alla pari con Assad Al Hamlawi e Karl Holmberg)